# Dong Zhaozhi
Dong Zhaozhi (董兆致S, Dǒng ZhàozhìP; Canton, 16 novembre 1973) è un ex schermidore cinese, specializzato nel fioretto. Ha vinto due medaglie d'argento nella scherma ai Giochi olimpici.